# Grand Prix Formule 1 van Spanje 1994
De Grand Prix Formule 1 van Spanje 1994 werd gehouden op 29 mei 1994 op het Circuit de Catalunya.

## Verslag

### Race
David Coulthard klom op naar de zesde plaats, totdat hij in de zestiende ronde stilviel in de pits. Hij wist terug te komen tot de 12de plaats, tot hij uitviel in de 32ste ronde. Williams scoorde de eerste overwinning van het seizoen, terwijl kampioenschapsleider Michael Schumacher tweede werd, ondanks dat zijn versnellingsbak vast zat in vijfde versnelling. Op het bochtige parcours zocht hij steeds naar nieuwe racelijnen en slaagde hij er ook in een pitstop te maken, ondanks dit probleem.

## Uitslag
| Positie | Nummer | Rijder                | Team              | Ronden | Tijd/Opgave         | Startplaats | Punten |
| ------- | ------ | --------------------- | ----------------- | ------ | ------------------- | ----------- | ------ |
| 1       | 0      | Damon Hill            | Williams-Renault  | 65     | 1:36:14.3           | 2           | 10     |
| 2       | 5      | Michael Schumacher    | Benetton-Ford     | 65     | +24.166             | 1           | 6      |
| 3       | 4      | Mark Blundell         | Tyrrell-Yamaha    | 65     | +1:26.969           | 11          | 4      |
| 4       | 27     | Jean Alesi            | Ferrari           | 64     | +1 Ronde            | 6           | 3      |
| 5       | 23     | Pierluigi Martini     | Minardi-Ford      | 64     | +1 Ronde            | 18          | 2      |
| 6       | 15     | Eddie Irvine          | Jordan-Hart       | 64     | +1 Ronde            | 13          | 1      |
| 7       | 26     | Olivier Panis         | Ligier-Renault    | 63     | +2 Rondes           | 19          |        |
| 8       | 25     | Eric Bernard          | Ligier-Renault    | 62     | +3 Rondes           | 20          |        |
| 9       | 11     | Alessandro Zanardi    | Lotus-Mugen-Honda | 62     | +3 Rondes           | 23          |        |
| 10      | 31     | David Brabham         | Simtek-Ford       | 61     | +4 Rondes           | 24          |        |
| 11      | 8      | Martin Brundle        | McLaren-Peugeot   | 59     | Transmissie         | 8           |        |
| NF      | 6      | Jyrki Järvilehto      | Benetton-Ford     | 53     | Motor               | 4           |        |
| NF      | 7      | Mika Häkkinen         | McLaren-Peugeot   | 48     | Motor               | 3           |        |
| NF      | 12     | Johnny Herbert        | Lotus-Mugen-Honda | 41     | Spin                | 22          |        |
| NF      | 14     | Rubens Barrichello    | Jordan-Hart       | 39     | Spin                | 5           |        |
| NF      | 9      | Christian Fittipaldi  | Arrows-Ford       | 35     | Motor               | 21          |        |
| NF      | 2      | David Coulthard       | Williams-Renault  | 32     | Elektrisch probleem | 9           |        |
| NF      | 34     | Bertrand Gachot       | Pacific-Ilmor     | 32     | Afgebroken vleugel  | 25          |        |
| NF      | 28     | Gerhard Berger        | Ferrari           | 27     | Versnellingsbak     | 7           |        |
| NF      | 10     | Gianni Morbidelli     | Arrows-Ford       | 24     | Benzinesysteem      | 15          |        |
| NF      | 30     | Heinz-Harald Frentzen | Sauber-Mercedes   | 21     | Versnellingsbak     | 12          |        |
| NF      | 20     | Erik Comas            | Larrousse-Ford    | 19     | Radiator            | 16          |        |
| NF      | 3      | Ukyo Katayama         | Tyrrell-Yamaha    | 16     | Motor               | 10          |        |
| NF      | 24     | Michele Alboreto      | Minardi-Ford      | 4      | Motor               | 14          |        |
| NF      | 33     | Paul Belmondo         | Pacific-Ilmor     | 2      | Spin                | 26          |        |
| NF      | 19     | Olivier Beretta       | Larrousse-Ford    | 0      | Motor               | 17          |        |
| NQ      | 32     | Andrea Montermini     | Simtek-Ford       |        |                     |             |        |

## Wetenswaardigheden
- Andrea Montermini ging bij Simtek rijden, maar door een crash in de oefenritten kon hij niet deelnemen aan de kwalificatie-sessies.
- Mark Blundell behaalde met zijn derde plaats het laatste podium ooit voor Tyrrell.

## Statistieken
| Pole-position | Michael Schumacher | Benetton-Ford | 1:21.908 |
| Snelste ronde | Michael Schumacher | Benetton-Ford | 1:25.155 |

## Noot
- Dit was het debuut van de Italiaanse coureur Andrea Montermini, en de Britse coureur (en toekomstig Grand Prix-winnaar) David Coulthard.

1913 · 1923 · 1926 · 1927 · 1933 · 1934 · 1935 · 1951 · 1954 · 1967 · 1968 · 1969 · 1970 · 1971 · 1972 · 1973 · 1974 · 1975 · 1976 · 1977 · 1978 · 1979 · 1980 · 1981 · 1986 · 1987 · 1988 · 1989 · 1990 · 1991 · 1992 · 1993 · 1994 · 1995 · 1996 · 1997 · 1998 · 1999 · 2000 · 2001 · 2002 · 2003 · 2004 · 2005 · 2006 · 2007 · 2008 · 2009 · 2010 · 2011 · 2012 · 2013 · 2014 · 2015 · 2016 · 2017 · 2018 · 2019 · 2020 · 2021 · 2022 · 2023 · 2024 · 2025 · 2026